# 黒田聡
黒田 聡（くろだ さとし、1963年 - ）は日本のアニメーションの美術監督。宮崎県出身。

## 経歴
スタジオ風雅を経て1991年にスタジオジブリに移籍。

## 代表作

### テレビアニメ
| 期間         | 期間         | 番組名       | 制作（放送局）                     | 担当 |
| ------------ | ------------ | ------------ | ---------------------------------- | ---- |
| 1993年5月5日 | 1993年5月5日 | 海がきこえる | 徳間書店 日本テレビ スタジオジブリ | 背景 |

### 劇場アニメ
| 公開年 | 公開年   | 作品名                                              | 制作（配給） | 役職         |
| ------ | -------- | --------------------------------------------------- | --- | ------------ |
| 1988年 | 7月16日  | AKIRA                                               | 講談社 毎日放送 バンダイ 博報堂 東宝 レーザーディスク 住友商事 トムス・エンタテインメント | 背景         |
| 1989年 | 7月29日  | 魔女の宅急便                                        | 徳間書店 ヤマト運輸 日本テレビ スタジオジブリ （東映） | 背景         |
| 1991年 | 7月20日  | おもひでぽろぽろ                                    | 徳間書店 日本テレビ 博報堂 スタジオジブリ （東宝） | 背景         |
| 1992年 | 7月18日  | 紅の豚                                              | 徳間書店 JAL 日本テレビ スタジオジブリ （東宝） | 背景         |
| 1993年 | 6月5日   | 獣兵衛忍風帖                                        | 日本ビクター 東宝 ムービック アニメイト マッドハウス | 背景         |
| 1993年 | 8月7日   | 機動警察パトレイバー 2 the Movie                    | バンダイビジュアル 東北新社 イング （松竹） | 背景         |
| 1994年 | 7月16日  | 平成狸合戦ぽんぽこ                                  | 徳間書店 日本テレビ 博報堂 スタジオジブリ （東宝） | 背景         |
| 1995年 | 7月15日  | 耳をすませば                                        | 徳間書店 日本テレビ 博報堂 スタジオジブリ （東宝） | 美術監督     |
| 1997年 | 7月12日  | もののけ姫。                                        | 徳間書店 日本テレビ 電通 スタジオジブリ （東宝） | 美術監督     |
| 2000年 | 6月1日   | 人狼 JIN-ROH                                        | バンダイビジュアル ING Production I.G （メディア・ボックス） | 背景         |
| 2001年 | 5月26日  | メトロポリス                                        | バンダイビジュアル ソニー・ピクチャーズ 角川書店 電通 IMAGICA キングレコード 東宝 手塚プロダクション マッドハウス                                                                                | 背景         |
| 2004年 | 3月6日   | イノセンス                                          | Production I.G スタジオジブリ ポリゴン・ピクチュアズ （東宝） | 背景         |
| 2005年 | 1月29日  | 劇場版 テニスの王子様 二人のサムライ The First Game | 集英社 テレビ東京 NAS 松竹 Production I.G | 背景         |
| 2006年 | 1月7日   | 銀色の髪のアギト                                    | テレビ朝日 電通 GDH Yahoo! JAPAN メディアファクトリー 松竹 GONZO | 背景         |
| 2006年 | 10月14日 | アタゴオルは猫の森                                  | ミコット・エンド・バサラ デジタル・フロンティア エイベックス・エンタテインメント、 ティー・ワイ・オー WISH アミューズメントメディア総合学院 読売広告社 メディアファクトリー （角川ヘラルド映画） | 美術デザイン |

### ゲーム
| 発売日         | タイトル名             | 制作 機種                    | 役職     |
| -------------- | ---------------------- | ---------------------------- | -------- |
| 2000年12月21日 | BLOOD THE LAST VAMPIRE | Production I.G PlayStation 2 | 美術監督 |

## 画集
- アニメージュ編集部編『The art of Porco Rosso』徳間書店〈ジブリTHE ARTシリーズ〉、1992年10月30日、114 - 115頁。ISBN 4-19-812100-1。
- スタジオジブリ責任編集『The art of The Princess Mononoke』徳間書店〈ジブリTHE ARTシリーズ〉、1997年8月20日。ISBN 4-19-810002-0。